# Мучеництво святого Матвія
Мучеництво святого Матвія — одна з трьох картин художника Караваджо, створена за замовленням для каплиці Контареллі, що в церкві Сан Луїджі деї Франчезі в Римі.
За контрактом, Караваджо брався створити три картини зі сценами життя Євангеліста Матвія, що мали замінити фрески бічних стін каплиці Кантареллі. Картини намальовані художником у 1599 - 1602 роках. Відсутність доброї художньої освіти спонукала художника до створення картин олійними фарбами. Вікно каплиці підказало молодому майстру виток світла. Тому на бічних картинах він створив сцени з освітленням, що ніби йшло від реального вікна каплиці. Композиція ліворуч зображувала прихід Христа у вертеп. Під вікном каплиці розміщався образ Євангеліста, що за допомогою янгола небесного сподобився написати Євангеліє. З цією композицією Караваджо намучився, бо перший варіант з зображенням занадто простонародного, неканонічного Матвія замовники не прийняли. Караваджо перемалював твір, зробивши Матвія більш схожим на звичні на той час образи. Цей випадок — один з небагатьох, коли самостійний і гордовитий художник пішов на компроміс.
Але і перший варіант не пропав. Його придбали в приватну колекцію. Згодом картину продали у Берлін. А в роки другої світової війни полотно було втрачене назавжди.

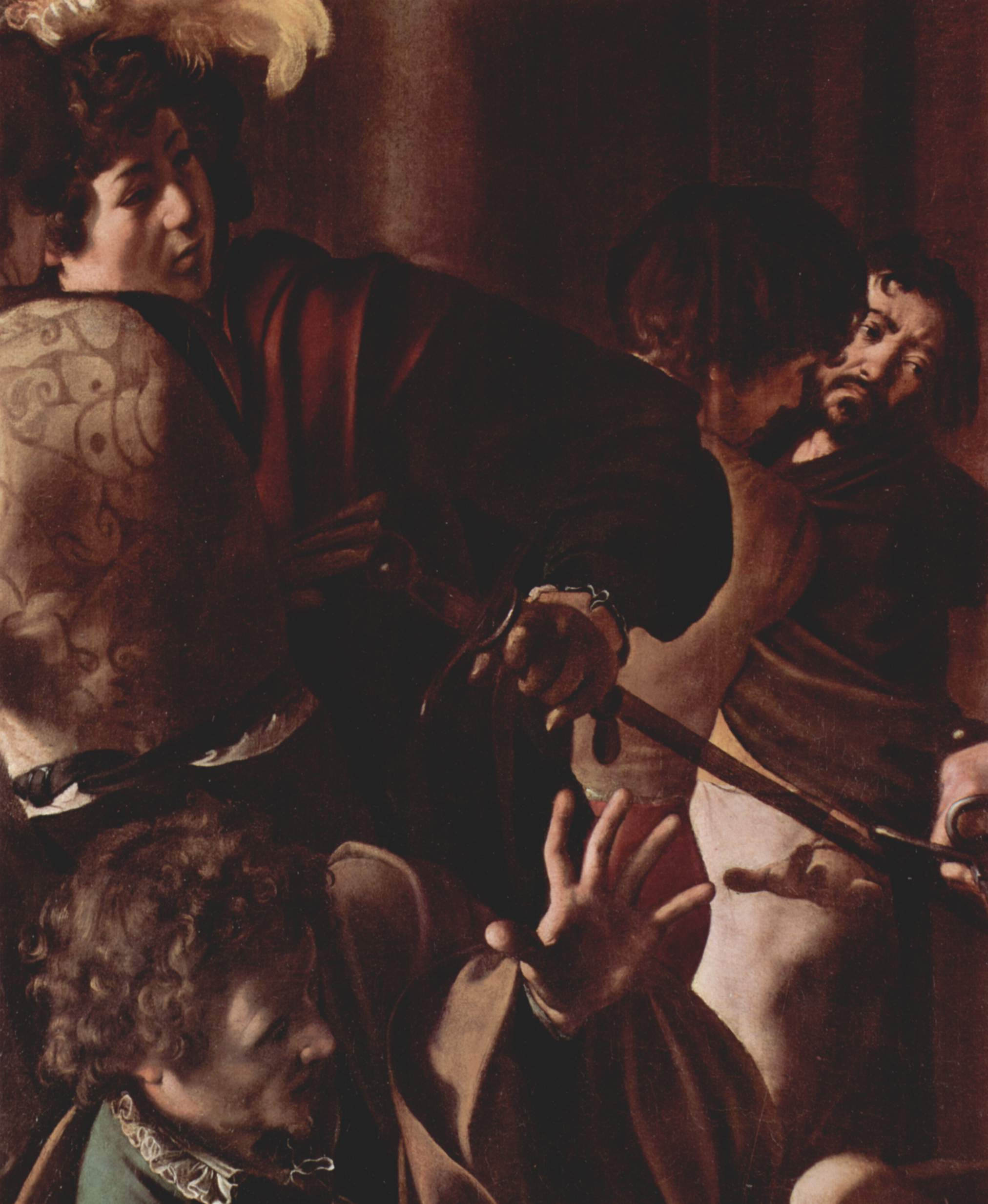
Фрагмент полотна з автопортретом Караваджо праворуч

Найдраматичнішим стало третє полотно каплиці зі сценою мученицької смерті Матвія. Апаратні дослідження картини в 20 столітті виявили, як поволі художник відшукував композицію. В першому варіанті було мало фігур і вони недостатньо розкривали сюжет. Поступово кількість фігур збільшилася до 13. В центрі кат, що готується завдати останнього удару та вбити Матвія. Дія відбувається в церкві, де Євангеліст займався зціленням хворих. Два нажахані каліки мимоволі стали свідками убивства (вони на першому плані полотна). Але каліки не можуть швидко покинути приміщення, як це роблять віряни. Несамовито кричить хлопчик служка, ймовірно, вперше стикнувся з безмежною жорстокістю навколишніх людей. Співчуття до закатованого, сум і вираз душевної болі прочитується і на обличчі самого Караваджо, автопортрет якого можна бачити в глибині полотна.